# 克里斯蒂安·潘德
克里斯蒂安·潘德（1794年7月24日—1865年9月22日）是一位俄国波罗的海德意志人动物学家、胚胎学家和探险家，毕业于维尔茨堡大学。